# Georges Beerden
Georges Beerden (* 17. Januar 1938 in Stevoort bei Hasselt; † 13. Oktober 2010 in Hasselt) war ein belgischer Politiker.
Der Agrar-Ingenieur Beerden gehörte der Partei Christen-Democratisch en Vlaams (CVP) an und war von 1978 bis 1991 Mitglied der Abgeordnetenkammer. Anschließend wurde er in den Senat gewählt und saß von 1995 bis 1999 im Flämischen Parlament.